# USS Osborne (DD-295)
Za druga plovila z istim imenom glejte USS Osborne.
USS Osborne (DD-295) je bil rušilec razreda Clemson v sestavi Vojne mornarice Združenih držav Amerike.
Rušilec je bil poimenovan po častniku Weedonu Edwardu Osbornu.

## Zgodovina
V skladu s Londonskim sporazumom o pomorski razorožitvi je bil rušilec 22. oktobra 1930 izvzet iz aktivne službe in 17. januarja 1931 prodan. Ladja je bila preurejena v transporter sadja in preimenovana v MV Matagalpa. Med drugo svetovno vojno so ladjo reaktivirali kot tovorno ladjo Kopenske vojske ZDA, dokler ni zgorela 26. junija 1942 v Sydneyju. Ladjo niso popravilo in so jo nato 6. septembra 1947 tam potopili.